# زفر بن الحارث الكلابي
أبو الهذيل زفر بن الحارث بن عبد عمرو بن معاذ بن يزيد بن عمرو بن خويلد بن نفيل بن عمرو بن كلاب. من الطبقة الأولى من التابعين من أهل الجزيرة الفراتية، وكبير قيس عيلان، وكان من الأمراء.

## سيرته
سكن البصرة، وخرج مع جيشها لإعانة عثمان بن عفان في حصار الفتنة. شهد موقعة الجمل مع السيدة عائشة ام المؤمنين، وكان على عامر بن صعصعة في آخر من قاتل يومها. توجه إلى الشام بعدها، ثم شهد معركة صفين مع معاوية بن أبي سفيان وكان أميراً على قنسرين فأمَّرَهُ على ميمنة جيش الشام.
ولما اعتزل معاوية بن يزيد بن معاوية الخلافة كان على دمشق الضحاك بن قيس الفهري، وكان يميل لاختيار عبد الله بن الزبير خليفة فبايعه بالخلافة، وبايعه أيضاً زفر بن الحارث في قنسرين، والنعمان بن بشير الأنصاري في حمص، ونائل بن قيس الجذامي في فلسطين.
وعندما بايع الناس مروان بن الحكم سار من في الجابية إلى مرج راهط التي احتشد فيها جيش الضحاك بن قيس فطلب الضحاك المدد من زفر ونائل والنعمان فأجابوه.
انتهت المعركة بهزيمة الضحاك، وأصيب فيها لزفر بن الحارث ثلاثة بنين، فهرب إلى قرقيسيا (عند مصب نهر الخابور في الفرات) وعليها عياض الجرشي، فمنعه دخولها حتى استوثق منه العهود، فدخلها، واجتمعت له قبائل قيس من هوازن وبنو سليم وغطفان وبنو غني وسار قبائل قيس عيلان، فأخرج عياضاً منها وتحصن بها.
وبعد مقتل الحسين بن علي بن أبي طالب، في كربلاء، أراد سليمان بن صرد أن يثأر له، فتحرك بجيشه لقتال الأمويين وعند اقترابه من قرقيسيا طلب من زفر أن يُخرِج له سوقاً من المدينة ليتبضع ويأخذ حاجته منها، فأخرج له الأسواق والأعلاف والطعام الكثير ـ بعد أن اطمأن إلى غرضه ـ وأخرج للعسكر عيراً عظيمة وشعيراً فاحتملوا منها كفايتهم، وعرض زفر على سليمان القتال معه أو أن يتحصن في مدينته فأبى سليمان ذلك، فأشار عليه زفر أن يبادر عدوه إلى عين الوردة، فيكون الطعام والماء في أيديهم ويكونوا بينها وبين قرقيسيا فيصبحوا آمنين، فنزل سليمان على رأي زفر وعسكر في المدينة لا يبرح.
وكان زفر يعين ويساعد مصعب بن الزبير في العراق، وكان يكفيه قتال أنصار الأمويين، فلما مات مروان بن الحكم وولي ابنه عبد الملك بن مروان كتب إلى أبان بن عقبة بن أبي معيط، وهو على حمص، يأمره أن يسير إلى زفر بن الحارث، وكان بينهم سجال، وقُتل لزفَر ابنه وكيع في هذا القتال.
وحينما سار عبد الملك إلى مصعب في العراق قصد قرقيسيا بنفسه، وحاصر زفر فيها، ونصب عليها المنجنيق، وكانت قبائل القيسية في جيش عبد الملك يميلون إلى زفر لأنه قيسي مثلهم، فكان لزفر جولات مع جيش عبد الملك.
ثم أمر عبد الملك أخاه محمد بن مروان أن يعرض على زفر وابنه الهذيل بن زفر الأمان ومن معهم وما يحبون، فأجاب الهذيل ابن زفر لذلك، وأخذ يقنع أباه، واستقر الصلح على أن يُعطى له الأمان فلا يبايع عبد الملك حتى وفاة عبد الله بن الزبير، ولايعينه على قتاله، ونزل زفر إلى عبد الملك، بعد أن استوثق منه الأمان وأنه لن يغدر به، وكان زفر حينها في قلة، فلما رأى عبد الملك ذلك قال: لو علمت ذلك لحصرته حتى نزل تحت حكمي، فقال زفر: لو شئت رجعنا ورجعت، فقربه عبد الملك منه، وتزوج مسلمة بن عبد الملك رباب بنت زفر بن الحارث، وأمر زفر ابنه الهذيل بالسير مع عبد الملك لقتال مصعب بن الزبير.
وعرِف زفر بن الحارث بسرعة البديهة والذكاء والفطنة. حدث يوماً أنه قال لعبد الملك بن مروان: الحمد لله الذي نصرك على كُرْهٍ من المؤمنين. فقال أبو زعيزعة: (وكان أحد الحاضرين) ماكرِه ذلك إلا كافر. قال زفر: كذبت: قال الله لنبيه: «كما أخْرَجَكَ ربُّكَ من بَيْتِكَ بالحقِّ وإنِّ فريقاً من المُؤْمنينَ لَكَارِهُونَ».

## نسبه
- هو زفر بن الحارث بن عبد عمرو بن معاذ بن يزيد بن عمرو بن خويلد بن نفيل بن عمرو بن كلاب[1] بن ربيعة بن عامر بن صعصعة بن معاوية بن بكر بن هوازن بن منصور بن عكرمة بن خصفة بن قيس عيلان بن مضر بن نزار بن معد بن عدنان.[بحاجة لمصدر]

## التاريخ المهني المبكر
كان زفر ينتمي إلى فرع عمرو بن كلاب من بنو عامر. كان والد زفر الحارث بن عمرو، الذي شارك في الفتوحات الإسلامية لهيت وقرقيسيا في منتصف 630s. 
قبل الحرب الأهلية الإسلامية الأولى (656-661)، استقر زفر في البصرة. وفي معركة الجمل في نوفمبر 656، قاتل إلى جانب قوات عائشة وقاد بنو عامر. كما شارك في معركة صفين في 657. في وقت لاحق خلال الحرب، ثم هاجر إلى بلاد الجزيرة الفراتية. في عهد الخليفة الأموي، يزيد بن معاوية (680-683)، خدم زفر بن الحارث قائدا في جيش مسلم بن عقبة في حملته 683 لقمع التمرد في الحجاز؛ كان التمرد دعما لمحاولة عبد الله بن الزبير للخلافة. ويقال إن زفر قد التقى مع ابن الزبير في الحجاز في ذلك الوقت. 

## التمرد ضد الأمويين
إن وفاة يزيد وخليفته معاوية بن يزيد في 683 و 684 على التوالي، في ظل ثورة ابن الزبير، تركت الخلافة الأموية في حالة من الفوضى السياسية. في هذه المرحلة، كان زفر على ما يبدو حاكما لجند قنسرين، الذي يشمل شمال بلاد الشام. قد يكون قد استولى على هذا الأمر بعد حشد حلفائه من قبائل القيسية وطرد حاكم قنسرين السابق، الذي كان من قبيلة بني كلب. وكانت هذه القبيلة المكون الرئيسي للقبائل اليمانية، منافسين القيسية. على أية حال، كان زفر مسؤولا عن جند قنسرين في أعقاب موت معاوية بن يزيد، وانشق عن الأمويين وأعطى الولاء لابن الزبير. 
في حين بدأ زعماء القيسية يميلون نحو دعم ابن الزبير، سعى قادة اليمانية إلى ضمان استمرار الحكم الأموي ورشح مروان بن الحكم لتولي الخلافة. القيسية مع الضحاك بن قيس الفهري وقفت ضد الأمويين وحلفائهم اليمانية في معركة مرج راهط في 684. يقول الطبري  وعندما قتل الضحاك ومعه عدد من زعماء القيسية، فر زفر إلى قرقيسيا. ورفض الحاكم الأموي في المدينة في البداية دخول زفر، الذي رد قائلا: «أعدكم بطلاق زوجاتي أنه بمجرد دخول حمام المدينة سأغادر البلدة». وبعد ذلك تمكن من الدخول مع رجاله والإطاحة بالوالي الأموي. 

### زعيم القيسية
كانت قرقيسيا محصنه من قبل زفر، ومن هناك تولى قيادة بارزة للقبائل القيسية، التي لا تزال قوية، مع الحفاظ على اعترافه وولائه لابن الزبير. ووفقا للمؤرخ باتريشيا كرون، كان زفر وعائلته «تجسيدا للقيسية». حيث فتحت معركة مرج راهط مرحلة دموية في منافسة بين القيسية وبين اليمانية. وقد اتسمت هذه المرحلة من الصراع بغارات، حيث قاد زفر الغارة الأولى في هجوم أسفر عن مقتل عشرين من بنو كلب. رد بنو كلب بقتل ستين رجلا من قبيلة بنو نمير القيسية في تدمر. وأدى ذلك إلى هجوم من قبل زفر في مكان يدعى اكليل انتهى بقتل 500-1000 من قبيلة بنو كلب وهروب زفر إلى قرقيسيا دون أن يصيبهم أي أذى. 
وبحلول عام 686 تقريبا، كانت مشاركة زفر في صراع القيسية واليمانية في بلاد الشام مقيدة بشدة بسبب الحملات المستمرة على قرقيسيا من قبل الخليفة الأموي عبد الملك بن مروان (685-705). ثم قام عمير بن الحباب مع قومة بنو سليم من القيسية. بالهجوم على أراضي بنو تغلب على طول وادي خابور الشمالي، مما دفع بنو تغلب إلى طلب تدخل زفر وإجبار بنو سليم على الانسحاب من المنطقة. فتح عمير أعمالا عدائية ضد تغلب في عدد من الغارات المتعاقبة في بلاد الجزيرة الفراتية، ورفض زفر مساعدته في بعض هذه الحملات. ثم قتل عمير بن الحباب من قبل بنو تغلب في عام 689، مما دفع زفر للانتقام من بنو تغلب. وتحقيقا لهذه الغاية، هاجم زفر تغلب في بلدة على نهر دجلة، وأعدم مائتي من أسرى تغلب في تلك الغارة. وفي إشارة إلى هذا الحدث، هجى الشاعر جرير منافسه الاخطل التغلبي ومافعلة القيسيين في بنو تغلب.

## المصالحة مع الأمويين
في عام 691، أجبر زفر على التفاوض مع عبد الملك، الذي عزز قوته بحلول ذلك الوقت. وحسب اتفاقهما، تخلى زفر عن ابن الزبير بشرط أن لايجبره على خلع بيعتة لأبن الزبير، وبعد ذلك أصبح ولاء القيسية إلى عبد الملك وأصبحوا من قادة جيشة مع اليمانية، وبانهيار ثورة ابن الزبير عام 692، ووضع حدا لحرب زفر مع بنو كلب وبنو تغلب. وفقا للمستشرق يوليوس فلهاوزن، زفر وفي وقت لاحق أصبح ابنيه الهذيل والكوثر من أبرز القادة في الدولة الأموية. 

## الحياة في وقت لاحق والأحفاد
كانت مساكن زفر في قنسرين، وكان مقر إقامة مسلمة بن عبد الملك. حيث أقيمت علاقات قوية بين عائلتي زفر ومسلمة بن عبد الملك. حيث تزوج الأخير من الرباب بنت زفر، في حين أصبح ابنه الكبير الهذيل قائدا مع مسلمة. وكان أبناء زفر لاحقا مؤيدين للخليفة الأموي اللاحق مروان بن محمد (ص 744-750)، الذي عين الكوثر، واليا على مرعش على الحدود البيزنطية العربية. وفقا للمؤرخ ديفيد س. باورز، ورث أبناء زفر الاحترام الممنوح لهم. " وكان أحفاد زفر مجزأة بن الكوثر وواثق بن الهذيل من بين كبار قادة مروان بن محمد، حتى بعد هزيمة مروان في معركة الزاب في عام 750.
وكان أبو محمد زياد السفياني سليل معاوية بن أبي سفيان قد ثار ضد العباسيين وتحالف معه مجزأة بن الكوثر ومعه القيسية والأصبغ بن ذؤالة الكلبي ومعه اليمانية، ولكنهم هزموا جميعا ومات مجزأة متأثرا بجراحة .

## شعره
أكثر أغراض وفنون شعر زفر بن الحارث الكلابي في الفخر والحماسة والرثاء والهجاء المتضمن لمعنى التحدي والثبات على المبدأ، ومن شعره يرثي فيها عمير بن الحباب بعد مقتلة في يوم الكحيل.
| ألا يا عينُ جودي بانسكاب |  | وبَكّى عاصماً وابنَ الْحُبابِ   |
| فإن تكُ تغلبٌ قتلتْ عُمَيْراً  |  | ورهطاً من غنىٍّ في الحرابِ   |
| فقد أفنى بني جُشمَ بن بكر |  | ونمرهم فوارسُ من كلابِ     |
| قتلنا منهم مائتين صبْرا  |  | وما عدلوا عُميرَ بن الحبابِ |
| فقتلانا نعدُّهم كراماً     |  | وقتلاهم تُعَدُّ مع الكلابِ    |
| قتلنا من بني جُشَمٍ جُموعاً  |  | وما عدلوا عُمَيْرَ بن الحُبابِ |
| ألا يا كلبُ غيرُك أرجفُونِي |  | وقد ألصَقْت خدَّكِ بالتُّرابِ    |
| ألا يا كلبُ فانتشرِي وسُحِّي |  | فقد أودَى عُمَيْرُ بن الحُبابِ  |
| رماحُ بني كِنانَة أقصدَتْنِي  |  | رِماحٌ في أعاليها اضْطِرابُ   |

ومن قصائده في حروبه مع بني تغلب:
| وكُنّا حَسِبنا كُلَّ بيضاءَ شَحمةً     |  | لياليَ قارَعنا جُذامَ وحِميرا     |
| فلما قَرَعنا النّبعَ بالنبعِ بعضَهُ |  | ببعضٍ أبت عِيدانُهُ أن تَكَسَّرا     |
| ولمّا لَقينَا عُصبَةً تَغلبيّةً       |  | يَقُودُونَ جُرداً ضُمّرا             |
| سَقَينَاهُمُ كأساً سَقَونا بمثله     |  | ولكنّهُم كانوا على الموت أصبَرا |

وبقي زفر بن الحارث على قرقيسيا حتى توفي بها في خلافة عبد الملك بن مروان، في بضع وسبعين من الهجرة.